# 拉蒙特
拉蒙特（Lamont），美国华盛顿州惠特曼县的一个城镇，位于该县西北部。总面积0.75平方公里，总人口70（2010年）。